# 황금의 태양
《황금의 태양》은 카멜롯이 개발하고 닌텐도가 개발한 일련의 판타지 롤플레잉 비디오 게임 시리즈이다. 게임보이 어드밴스로 발매된 2부작 《황금의 태양: 열린 봉인》과 《황금의 태양: 잃어버린 시대》, 그리고 닌텐도 DS로 발매된 후속작 《황금의 태양: 칠흑의 새벽》 총 3편으로 구성됐다.
불, 물, 땅, 바람의 4원소가 물질을 이루는 세계관을 갖추고 있으며, 4원소를 이용한 각종 마법 '에너지'과 4원소에서 태어난 정령 '진'을 사용할 수 있는 '에너지스트'들이 주인공이다.

## 개발

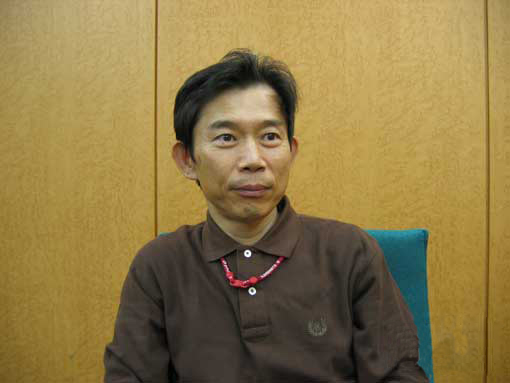
타카하시 히로유키는 타카하시 슈고와 함께 《황금의 태양》 게임들을 기획하고 개발했다

《황금의 태양》 시리즈는 카멜롯의 개발자 타카하시 히로유키와 타카하시 슈고, 일명 '타카하시 형제'가 제작했다. 공동 제작자 타카하시 슈고에 의하면 닌텐도가 롤플레잉 비디오 게임 시장을 점유했던 소니의 플레이스테이션 콘솔에 대항하기 위해 기획된 작품이라고 한다. 첫 번째 작품 《황금의 태양: 열린 봉인》은 본래 한 개의 게임으로 제작하려 했으나 개발 플랫폼 게임보이 어드밴스의 카트리지 포맷상 한계로 인해 최종적으로 《황금의 태양: 열린 봉인》과 《황금의 태양: 잃어버린 시대》 두 개의 게임으로 분리해 2부작으로 출시하게 됐다.
타카하시 형제가 이전에 개발한 《샤이닝 포스 III》는 "선역"과 "악역" 두 편의 시점에서 이야기를 그린 바 있었다. 이를 가상의 세계에서 이야기를 전달하기에 좋은 방식이라 생각한 개발자 형제는 《황금의 태양》 시리즈에 이를 접합해 플레이어가 《열린 봉인》에서 선역의 이야기를, 그리고 《잃어버린 시대》에서 악역의 이야기를 플레이하게끔 만들었다.

## 참조

### 내용주
1. ↑  일본어: 黄金の太陽, 영어: Golden Sun